# Gompholobium foliolosum
Gompholobium foliolosum är en ärtväxtart som beskrevs av George Bentham. Gompholobium foliolosum ingår i släktet Gompholobium och familjen ärtväxter. Inga underarter finns listade i Catalogue of Life.